# Salomon Bodmer
Salomon Bodmer (* 12. Januar 1749 in Wülflingen; † 11. Juli 1827 in Riesbach bei Zürich) war ein Schweizer Politiker (gemässigt aristokratisch).

## Biografie
Bodmer war ein altes besonders im südöstlichen Teil des Kantons Zürich verbreitetes Geschlecht, das schon im späten 14. Jahrhundert in Fischenthal im Tösstal nachgewiesen wurde.
Salomon Bodmer war Untervogt von Wülflingen und ab 1799 Amtskommissär für den Distrikt Winterthur. 1802 wurde er Mitglied der provisorischen Kantonsregierung des Kantons Zürich. In den Jahren 1803 und 1804 sass er für die Aristokraten im ersten Regierungsrat («Kleiner Rat»), der nach der Mediations-Verfassung gebildet wurde. Von 1803 bis 1814 war er Mitglied des Grossen Rates (Parlament). 1809 überstand er eine von den Zünften Constaffel und Weggen initiierte Abberufungsabstimmung.